# Geschichte der Stadt Nossen
Dieser Artikel beschreibt die Geschichte der Stadt Nossen, einer Kleinstadt im sächsischen Landkreis Meißen.

## Anfänge von Burg und Stadt

### Die Zeit vor 1185
Vor 1185 war das Gebiet nördlich der Freiberger Mulde inselartig von Slawen besiedelt. Es gehörte zum Siedlungsbereich der Daleminzier. Auf dem Dechantsberg befand sich eine slawische Wallanlage, die im Verlauf der späteren Besiedlung aufgegeben worden ist. Südlich der Mulde befand sich bis in die Mitte des 12. Jahrhunderts unbesiedelter Wald, der von den Slawen als Rohstoff- und Nahrungsquelle genutzt wurde. Im 11. und 12. Jahrhundert wurden zwei neue Burgen errichtet: auf dem Rodigt eine ebenfalls slawische Befestigungsanlage, einem Berg bei Nossen und auf dem gegenüberliegenden Schlossberg.
Aufgrund verschiedener Münzfunde aus dem 12. Jahrhundert wird vermutet, dass damals dort ein angeregter Handel stattfand. Dieser wurde zudem durch die Brücken und besonders durch die drei Furten der Freiberger Mulde begünstigt. Noch in späterer Zeit führten überregionale Straßen von Dresden nach Leipzig und nach Chemnitz durch Nossen.
In der ersten Hälfte des 12. Jahrhunderts begann zunächst im Auftrag des Bischofs von Meißen die Besiedlung des Waldes südlich der Mulde. Er beauftragte damit die Herren von Nossen und Tammo von Strehla. Beide waren jedoch nur wenig erfolgreich. Den Herren von Nossen gelang es, zwischen Rhäsa und Obergruna nur ein bescheidenes Herrschaftsgebiet aufzubauen. Das durch Tammo von Strehla im Zellwald angelegte Benediktiner-Kloster existierte nur wenige Jahre. Den einsetzenden Wettbewerb bei der Besiedlung gewann schließlich Markgraf Otto von Meißen.

### Erste urkundliche Erwähnung und die Herren von Nossen
Zur Ersterwähnung von Nossen kam es 1185 durch die Nennung Peters von Nossen (Petrus de Nozin). Hauptsächlich geht es in der Urkunde um den Grenzverlauf des auf Bitten Markgraf Ottos vom Kaiser einem Kloster gestifteten Landes. Bedingt durch die Silberfunde auf diesem Territorium, die Region um das heutige Freiberg, strebte der Markgraf einen Gebietsaustausch an, weil er das Bergregal wieder erlangen wollte. Die Zisterzienser wollten ihr Kloster auch nicht am vorgesehenen Ort, sondern weiter östlich, auf bischöflichem Grund und Boden errichten. Es gelang dem Markgrafen mit dem Bischof von Meißen eine Einigung. Das im Osten bis zum Pitzschebach an Tammo von Strehla gegen 1140 verliehene Land wurde dem Kloster zugeschlagen. Auch die Herren von Nossen hatten ihren Grundbesitz als Lehen vom Bischof. Es lag östlich der „Pitzsche“, wenigstens bis zum Ufer der Freiberger Mulde. In der Urkunde wird nur gesagt, dass ein kleiner Teil des Lehens des Petrus de Nozin zum Kloster kommt, zum Anlegen von Fischteichen. Das geschah im Namen der beiden Grundherrn Bischof und Markgraf, letzteres vielleicht auch auf Wunsch der Zisterzienser. Mit der Lösung waren alle beteiligten Parteien zufrieden. Später entwickelten sich zwischen dem Kloster und den Herren von Nossen Streitigkeiten, in deren Folge sie ihr Lehen, Burg und Stadt Nossen sowie die zugehörigen Dörfer im Jahr 1315 gegen eine wahrscheinlich angemessene Entschädigung an den Bischof zurückgaben.
Eine beschädigte Urkunde von 1171 wurde gelegentlich als mögliche ältere Erwähnung von Nossen gesehen, indem einer der genannten Zeugen als Cri…us de Nozz[in] gelesen wurde. Der Name kann jedoch auch als „G…us de Nezz..“ für Gunther von Nessa gelesen und auf Nessa bei Weissenfels statt auf Nossen bezogen werden.

### Ritter von Nossen und Kloster Altzelle

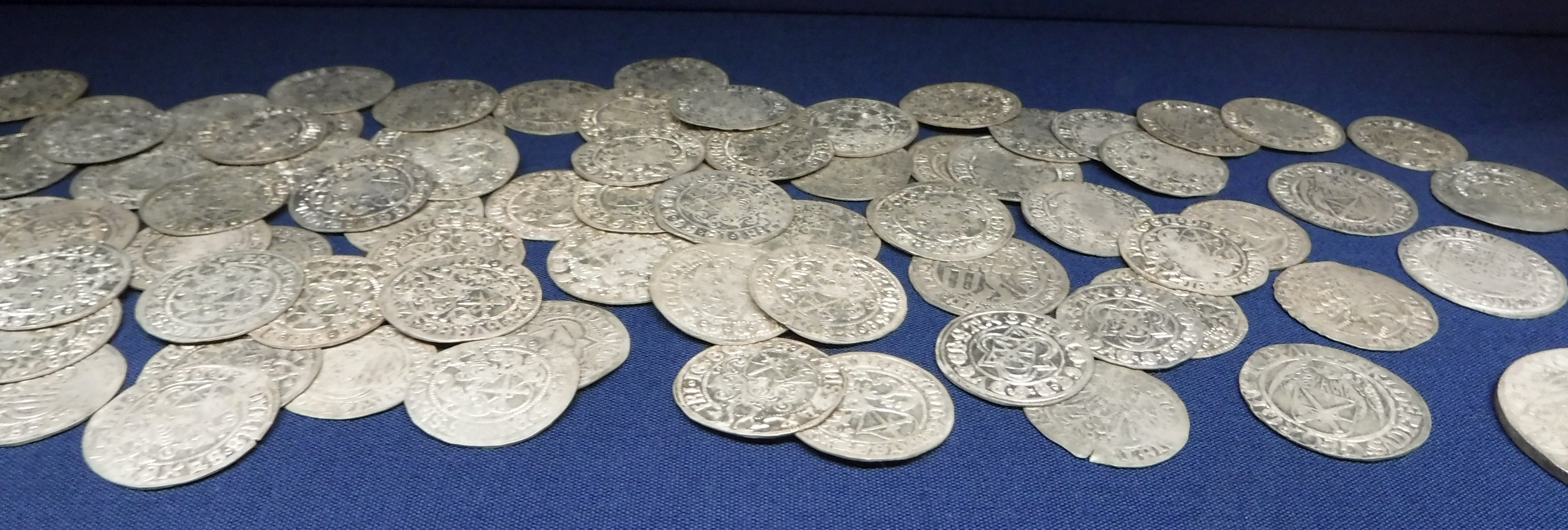
Münzfund aus dem Jahr 2003; Fundort: nördlicher Giebel des Konversenhauses von Kloster Altzella bei Nossen. 109 Münzen, vor allem kurfürstlich-sächsische Groschen von 1454 bis 1525.

Seit Burg und Kloster nebeneinander existierten andauernde Streitigkeiten um Besitztümer und Rechte. Das Kloster Altzelle strebte danach, seinen Besitz bis zum Muldenufer auszuweiten. 1315 gaben die Herren von Nossen ihre Burg an den Bischof Withego II. von Colditz ab. Fortan diente die Burg als Amtssitz der Bischöfe von Meißen, denn jener Bischof Withego II. baute die Burg zu seinem Sommersitz aus, weshalb sie heute als Schloss bezeichnet wird.
Doch auch seine Nachfolger standen mit dem Kloster Altzelle in Streit und auch sie verschuldeten sich wie schon die Nossener Ritter stark. Nach 115 Jahren nutzte der Abt Vincentus, dessen Kloster aufgrund der Unterstützung durch den Markgraf schon immer sehr wohlhabend war, die besonders hohe Verschuldung eines Bischofs und kaufte das Schloss samt Zubehör, das am 1. Mai 1436 in den Besitz des Klosters überging. Er ließ das Schloss verschönern, restaurieren und ausbauen, mit dem Hintergedanken, im Falle eines Hussitenüberfalls eine schützende Rückzugsmöglichkeit zu haben.
Nur ein Jahrzehnt später, infolge der sächsischen Reformation, übernahm der Kurfürst mitsamt dem Klosterbesitz auch das Schloss.
Streitigkeiten um Besitz und Rechte zwischen dem Kloster Altzelle und den Rittern von Nuzzin kamen erst später auf, erstmals werden sie in einer Urkunde vom 29. April 1197 genannt. Unbekannt ist, ob die Herren von Nossen damals auf dem Rodigt, einer slawischen Wallanlage auf einer Anhöhe in Nossen, ihren Sitz hatten oder bereits eine Burg auf dem Schlossberg, als Vorgängerbau von Schloss Nossen bewohnten.

## Nossen in der Neuzeit
Im Jahr 1540 wurden in Nossen die Grundstücke neu verteilt und weitere Pachtgebiete entstanden, sodass vor Beginn des Dreißigjährigen Kriegs die Einwohnerzahl Nossens langsam aber stetig wuchs. Dieses zu verzeichnende Wachstum wurde nur von mehreren, zum Teil sehr verheerenden Stadtbränden, Hungersnöten und Pestepidemien gehemmt. Zum Beispiel zerstörten in den Jahren 1540 und 1577 zwei schwere Stadtbrände fast die gesamte Stadt und auch nahezu alle Urkunden.

### Vom Dreißigjährigen Krieg bis zum Siebenjährigen Krieg

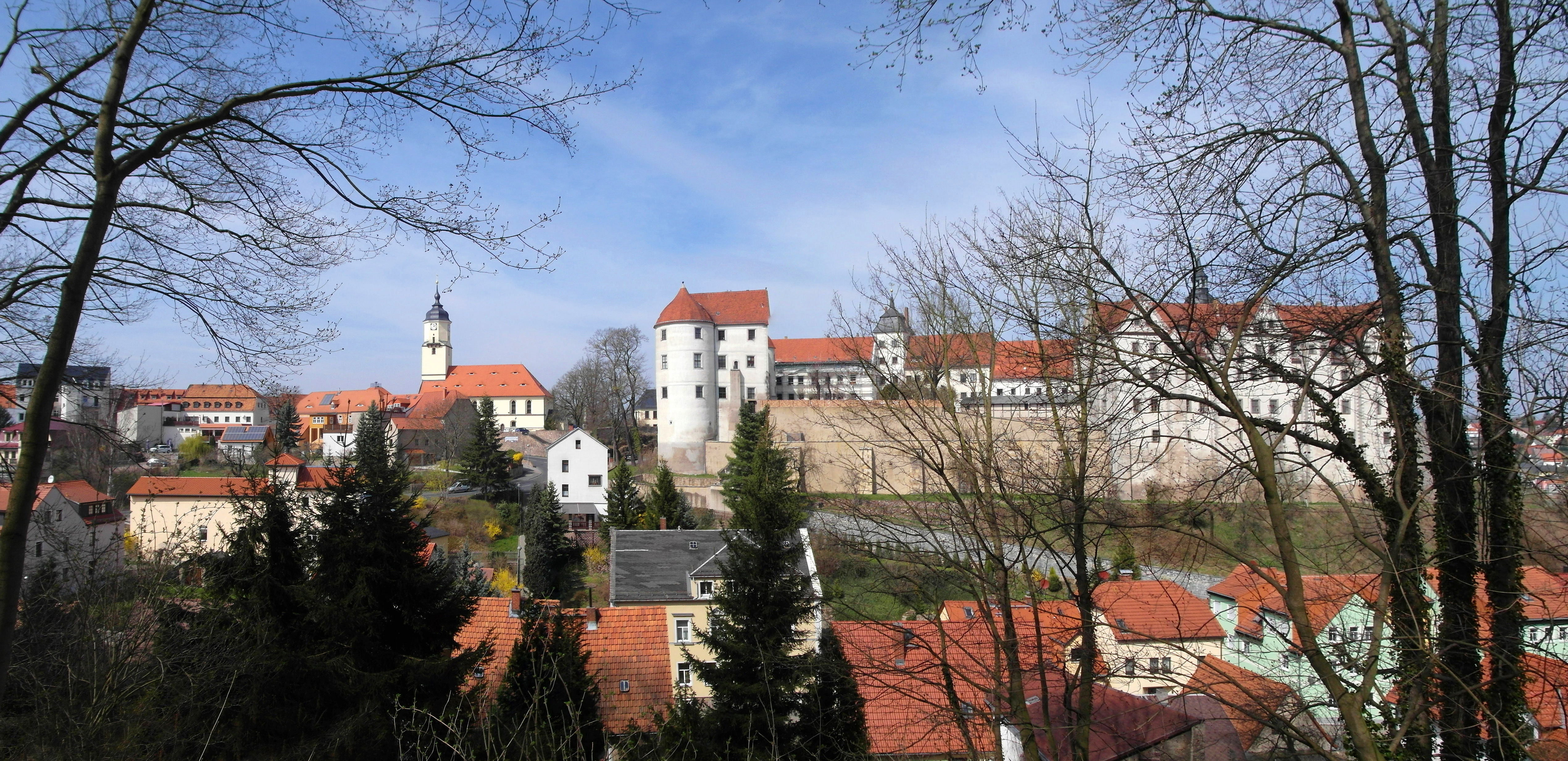
Stadt Nossen mit Kirche und Schloss

In der Zeit des Dreißigjährigen Krieges wurde die Stadt mehrmals von ausländischen Truppen geplündert und verwüstet, wie zum Beispiel im Jahr 1643, als schwedische Truppen das Schloss verwüsteten. Mit ihren erkrankten Soldaten trug das Holksche Corps die Pest in die Stadt.

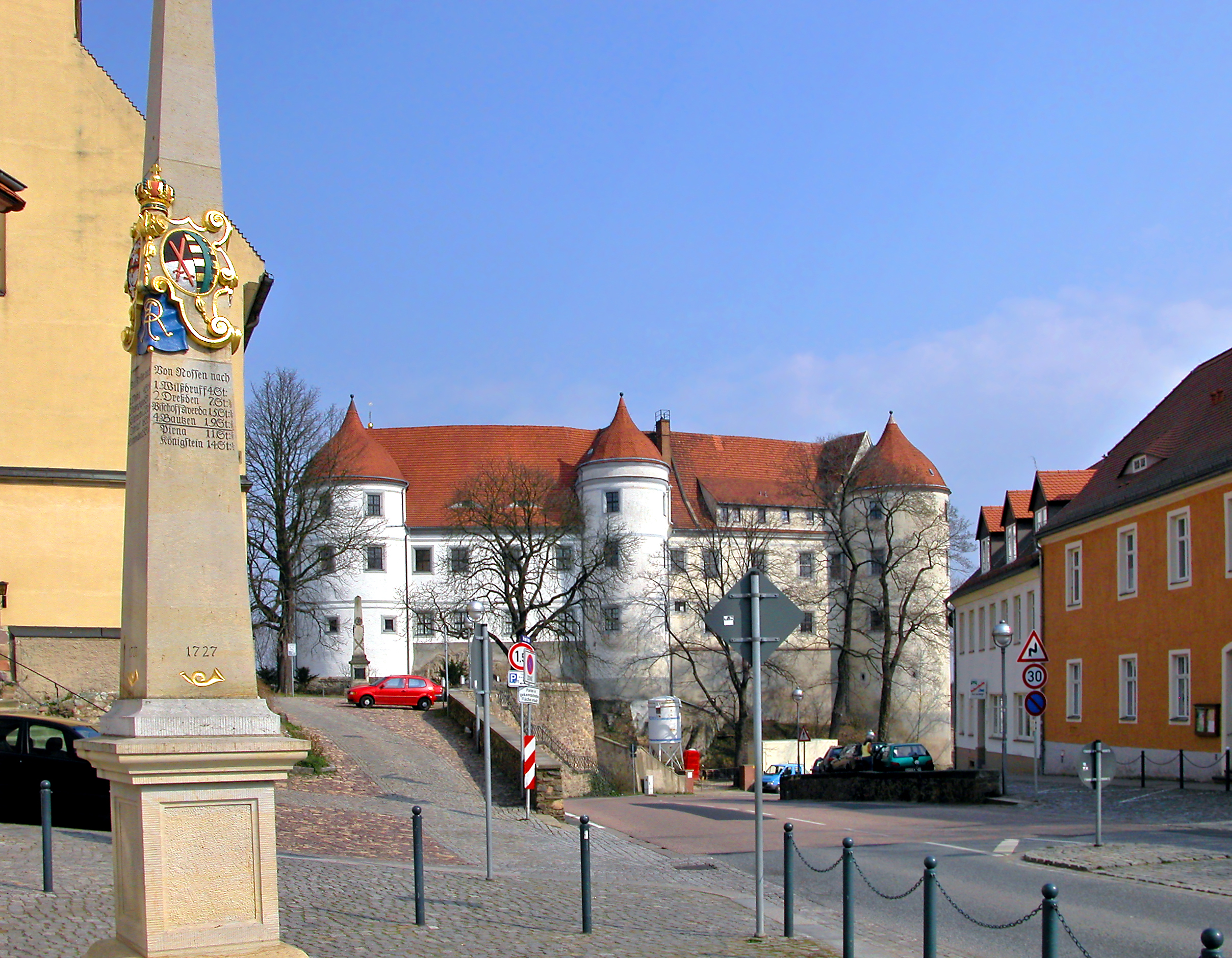
Nossen, Blick von der Postmeilensäule zum Schloss

Aus dem Jahr 1690 ist eine Stadtordnung bekannt, aus der hervorgeht, dass die kurfürstliche Obrigkeit, die bisher allein die Verwaltung der Stadt übernommen hatte, durch Gemeindevorsteher unterstützt werden soll. Damit erhielten die Nossener Bürger mehr Rechte zur Beteiligung an Stadtgeschäften.
In Nossen fanden in den Jahren von 1692 bis 1698 Hexenverfolgungen statt. Sechs Personen gerieten in Hexenprozesse, ihr Schicksal ist unbekannt.
Die Entwicklung der fahrenden Post ermöglichte Nossen seine Bedeutung auszubauen, denn ab 1701 existierte in der Stadt eine Poststation. Die Stadt war ein Knotenpunkt, denn hier teilten sich die Strecken nach Dresden und Freiberg. Somit war Nossen auch in der Kommunikationstechnologie ein wichtiger Standort.
Ein weiteres, unabhängig von den langen Kriegsjahren zuvor, wichtiges Ereignis für die Einwohner der Stadt und der Umgebung war der Neubau der Muldenbrücke durch Matthäus Daniel Pöppelmann im Jahr 1717.
Am 1. Advent des Jahres 1722 wurde die Nossener Kirche eingeweiht.

### Vom Siebenjährigen Krieg bis zum Zweiten Weltkrieg
Während des Siebenjährigen Krieges bot Nossen den österreichischen und preußischen Truppen des Öfteren Möglichkeit zur Einquartierung, wobei erstgenannte nicht immer friedlich in Nossen verweilten. Dieser Zustand belastete die Stadt sehr. Ebenfalls die Nähe zu den militärisch gut nutzbaren Katzenhäusern stellte für die Nossener Zivilisten eine zusätzliche Quelle der Furcht dar, denn die Stadt befand sich deshalb häufiger in der Hauptkampflinie der gegnerischen Parteien. Das Schloss beschädigten sie durch Einsatz von Artillerie bei einem preußischen Angriff im November 1759.
Auch der französische Kaiser Napoleon verlagerte seinen Hauptsitz zeitweise ins Schloss Nossen. Nach Ablauf des Waffenstillstandes von 1813 zogen große Gruppen von Soldaten zu Fuß als auch zu Pferde durch die Stadt und wurden teilweise auch im Schloss einquartiert. Die Zeit, als plündernde Kosaken die französischen Soldaten vertrieben, erlebten nur wenige Einwohner selbst, denn diese waren aus Angst vor dem Krieg in die umliegenden Dörfer geflohen, wobei vor allem das nahegelegene Siebenlehn einen großen Teil der Flüchtenden aufnahm.
Der Zweite Weltkrieg forderte den Tod von 220 Nossener Wehrmachtssoldaten, sowie den von rund 80 Zivilisten. Aus strategischen Gründen wurden die Eisenbahnbrücke und die Muldebrücke an der Dresdner Straße von der Wehrmacht gesprengt, kurz bevor die Rote Armee Nossen am 6. Mai 1945 erreichte und besetzte.